# Heinrich Grimm (Schriftsteller)
Heinrich Grimm (* 25. Februar 1893 in Kirchenpingarten, Oberfranken; † 1983) war ein deutscher Forstmann und Schriftsteller in Ansbach.

## Leben
Heinrich Grimm wuchs als 13. Kind in einer Försterfamilie auf. In seiner Jugendzeit zog er nach Ansbach. Dort wurde er Forstmann.
Nach seiner Pensionierung verwaltete Heinrich Grimm bis zu seinem 90. Lebensjahr das Gut Schloss Grünsberg bei Nürnberg, das Wolfgang Stromer von Reichenbach gehörte.

## Schriftstellerisches Werk (Auswahl)
Heinrich Grimm veröffentlichte sieben Romane, ein Schauspiel, sowie drei Bände mit Novellen und Erzählungen. Er schrieb auch Gedichte.
- Deutsche Heimat. Novellen, 1927.
- Der Rebell und andere Geschichten, 1930.
- Canossa. Historische Erzählung in vier Lebensabschnitten, 1930, bekanntester Roman.
- Menschen um den Berg. Ein Hesselberg-Roman, 1932, 3. Auflage 1940, Neudruck 1979.
- Friederike. Ein Spiel um Friedrich den Großen, 1933.
- Das andere Gesicht. Roman aus der Zeit des 18. Jahrhunderts, 1933.
- Der letzte Ketzer. Roman, 1937.
- Die Waldstromerin. Roman, 1939.
- Der schwarze Jäger. Roman, 1942, Neudruck 1954.
- Gar lustig ist die Jägerei. Humoristische Jagdgeschichten, 1953.
- Die Brüder von der Freikugel. Ein Wilderer-Roman, 1953 (= Das andere Gesicht ?).